# Баю-Гула (Луїзіана)
Баю-Гула (англ. Bayou Goula) — переписна місцевість (CDP) в США, в окрузі Ібервіль штату Луїзіана. Населення — 514 особи (2020).

## Географія
Баю-Гула розташований за координатами 30°12′58″ пн. ш. 91°10′50″ зх. д. / 30.21611° пн. ш. 91.18056° зх. д. (30.216095, -91.180590).  За даними Бюро перепису населення США в 2010 році переписна місцевість мала площу 7,50 км², з яких 6,33 км² — суходіл та 1,18 км² — водойми.

## Демографія
Згідно з переписом 2010 року, у переписній місцевості мешкало 612 осіб у 201 домогосподарстві у складі 159 родин. Густота населення становила 82 особи/км².  Було 240 помешкань (32/км²).
Расовий склад населення:
| - 93,5 % — чорних або афроамериканців - 6,5 % — білих |

До двох чи більше рас належало 0,0 %. Частка іспаномовних становила 0,0 % від усіх жителів.
За віковим діапазоном населення розподілялося таким чином: 27,5 % — особи молодші 18 років, 61,1 % — особи у віці 18—64 років, 11,4 % — особи у віці 65 років та старші. Медіана віку мешканця становила 32,0 року. На 100 осіб жіночої статі у переписній місцевості припадало 86,0 чоловіків;  на 100 жінок у віці від 18 років та старших — 78,3 чоловіків також старших 18 років.
Середній дохід на одне домашнє господарство  становив 42 260 доларів США (медіана — 29 330), а середній дохід на одну сім'ю — 60 085 доларів (медіана — 42 647). За межею бідності перебувало 12,4 % осіб, у тому числі 0,0 % дітей у віці до 18 років та 0,0 % осіб у віці 65 років та старших.
Цивільне працевлаштоване населення становило 162 особи. Основні галузі зайнятості: виробництво — 40,1 %, мистецтво, розваги та відпочинок — 27,8 %, освіта, охорона здоров'я та соціальна допомога — 12,3 %, сільське господарство, лісництво, риболовля — 10,5 %.